# Église Notre-Dame-de-Bonne-Nouvelle de Lorient
Pour les articles homonymes, voir Église Notre-Dame, Notre-Dame et Bonne-Nouvelle.
L'église Notre-Dame-de-Bonne-Nouvelle, dite église de Kerentrech, située place de l'Yser, rue Paul-Guieysse, dans le quartier de Kerentrech de Lorient (Morbihan), est une église paroissiale catholique construite entre 1849 et 1854.

## Histoire
La première église de Kerentrech aurait été construite par saint Phelan (son nom est aussi orthographié Felan), un moine d'origine irlandaise mort, selon Albert Deshayes, vers l'an 500 qui aurait fondé le monastère du Faouedic en Ploemeur et qui aurait aussi donné son nom à la chapelle Saint-Felan en Silfiac. 
Un espace Saint-Phelan existe sous l'église du Sacré-Cœur du Moustoir, à Lorient.

## L'orgue
L'orgue est le premier sorti de la manufacture parisienne Cavaillé-Coll, il a été monté à Lorient en 1838. Ce facteur d'instruments de renommée mondiale en a produit plus de 500 qui sonnent sur tous les continents. Cet orgue, premier de l'ancienne église Saint-Louis, a été réinstallé en 1891 dans l'église paroissiale de Kerentrech. En 1943, pour le protéger des bombardements, il a été démonté et entreposé au château d'Érec à Questembert. Après la Libération, au cours de l'été 1945, le remontage a été effectué par deux prisonniers allemands.
Entre 1950 et 1976, l'orgue a connu de nombreuses transformations. Depuis 1992, Pierre Dumoulin, un expert-organier, veille sur l'instrument. Il a assuré que « malgré les transformations et mutilations ce qui reste du matériel Cavaillé est intéressant. Ces éléments rarissimes sont susceptibles à tout moment d'être à nouveau altérés ou risquent de disparaître. Une mesure de protection semble donc indispensable », a-t-il estimé.
L'instrument a été classé monument historique en septembre 2000. Il est reconnu comme le premier de la manufacture. « Une reconstitution, suffisamment proche de l'origine, semble possible, avec une marge d'erreur très limitée : conservation après restauration des éléments d'origine actuellement en place et réalisation de copies de tous les éléments à reconstituer à partir des plans et pièces des orgues de la même époque encore existants à Pontivy, Dinan et Notre-Dame-de-Lorette à Paris. »
Pour la ville de Lorient, l'aide financière de 600 000 € vise à sauver un chef-d'œuvre également indispensable à la liturgie et à la vie culturelle du quartier, une pièce d'un patrimoine devenu rare. 